# Montagu Stopford (generał)
Montagu George North Stopford (ur. 16 listopada 1892, zm. 10 marca 1971) – brytyjski wojskowy, najstarszy syn pułkownika Lionela Stopforda (wnuka 3. hrabiego Courtown) i Mabel Mackenzie, córki George’a Mackenzie'ego.
Wykształcenie odebrał w Wellington College oraz w Royal Military College w Sandhurst. Brał udział w walkach I wojny światowej. Został wymieniony w rozkazie dziennym i odznaczony Military Cross w 1917 r. Podczas II wojny światowej dowodził 17 Brygadą Piechoty, wchodzącą w skład Brytyjskich Sił Ekspedycyjnego we Francji. Brał udział w kampanii francuskiej 1940 r. Został wówczas odznaczony Orderem Wybitnej Służby. W latach 1940–1941 dowodził 56 Londyńską Dywizją Piechoty. W 1942 r. został kawalerem Orderu Łaźni. W latach 1942–1943 dowodził XII Korpusem, a w latach 1943–1945 indyjskim XXXIII Korpusem. W 1944 r. został kawalerem Krzyża Komandorskiego Orderu Imperium Brytyjskiego, a w 1945 r. amerykańską Legią Zasługi.
Po wojnie stanął na czele 12 Armii w Birmie. W 1946 r. objął dowodzenie nad całością alianckich sił lądowych w Holenderskich Indiach Wschodnich. W latach 1946–1947 dowodził South East Asia Command. W 1947 r. został odznaczony Krzyżem Komandorskim Orderu Łaźni. W latach 1947–1949 dowodził Northern Command. Równocześnie był adiutantem generalny króla Jerzego VI. W 1948 r. został kawalerem Krzyża Wielkiego Orderu Łaźni. Służbę wojskową zakończył w 1949 r. jako generał Brygady Strzelców. W 1962 r. został zastępcą Lorda Namiestnika Oxfordshire.
12 kwietnia 1921 r. poślubił Dorothy Deare (1892 – 4 października 1982), córkę podpułkownika Henry’ego Deare'a i Grace Combe; nie mieli dzieci.